# El Observador de la Actualidad
El Observador de la Actualidad, denominado coloquialmente El Observador, fue un diario español que se publicó en Barcelona. El primer número salió a la calle el 23 de octubre de 1990, editándose hasta octubre de 1993.
El periódico fue impulsado fue Lluís Prenafeta, hombre de confianza de Jordi Pujol. Aunque estaba editado en español, adoptó una línea nacionalista catalana próxima a Convergència i Unió (CiU). También ha sido calificado de publicación de corte pujolista. El primer director del rotativo fue Alfons Quintà, que en diciembre de 1990 fue sustituido por Enric Canals.
El proyecto periodístico que representaba El Observador supuso un intento de desbancar a La Vanguardia, diario hegemónico de Barcelona desde finales del siglo XIX, si bien terminaría fracasando. Desapareció a finales de 1993.

## En la cultura
- Amat, Jordi (2020). El hijo del chófer. Tusquets Editores. ISBN 978-84-9066-871-9.

- Datos: Q21099353